# Station Røyken
Station Røyken is een spoorwegstation in  Røyken in de gelijknamige gemeente in Viken  in  Noorwegen. Het station ligt aan de Spikkestadlijn. 
Oorspronkelijk lag het station aan Drammensbanen. Sinds de bouw van de Lieråsentunnel en de verlegging van Drammenbanen ligt Røyken aan de Spikkestadlijn. 